# Viktor Novozjilov
Viktor Novozjilov, född den 5 juni 1950 i Sankt Petersburg, Ryssland, död 1991, var en sovjetisk brottare som tog OS-silver i mellanviktsbrottning i fristilsklassen 1976 i Montréal.